# Pacific Rim Championships
O Pacific Rim Championships é uma importante competição bienal regional de ginástica. Está aberto a equipes de países membros da Aliança do Pacífico de Federações Nacionais de Ginástica, ou seja, Austrália, Canadá, Chile, China, Colômbia, Coreia do Sul, Costa Rica, Estados Unidos, Filipinas, Hong Kong, Indonésia, Japão, Malásia, México, Nova Zelândia, Panamá, Peru, Rússia, Singapura, Tailândia e Taipé Chinesa. Antes de 2008, o evento era conhecido como Pacific Alliance Championships.

## Locais do Pacific Rim Championships
| Ano  | Cidade sede  | País           | Data                            | Ref.  |
| ---- | ------------ | -------------- | ------------------------------- | ----- |
| 1982 | Canberra     | Austrália      | 20 de setembro de 1982          | [ 1 ] |
| 1984 | Reno         | Estados Unidos | 2 a 9 de dezembro de 1984       | [ 2 ] |
| 1986 | Macau        | Macau          | 12 a 14 de setembro de 1986     | [ 3 ] |
| 1988 | Chengdu      | China          |                                 |       |
| 1990 | Manila       | Filipinas      |                                 |       |
| 1992 | Seul         | Coreia do Sul  |                                 |       |
| 1994 | Auckland     | Nova Zelândia  |                                 |       |
| 1996 | Kuala Lumpur | Malásia        |                                 |       |
| 1998 | Winnipeg     | Canadá         | 9 a 12 de julho de 1998         |       |
| 2000 | Christchurch | Nova Zelândia  | 13 a 15 de abril de 2000        |       |
| 2002 | Vancouver    | Canadá         | 3 a 5 de maio de 2002           |       |
| 2004 | Honolulu     | Estados Unidos | 15 a 17 de abril de 2004        |       |
| 2006 | Honolulu     | Estados Unidos | 13 a 15 de abril de 2006        |       |
| 2008 | San Jose     | Estados Unidos | 28 a 30 de março de 2008        |       |
| 2010 | Melbourne    | Austrália      | 27 de abril a 2 de maio de 2010 |       |
| 2012 | Everett      | Estados Unidos | 16 a 18 de março de 2012        | [ 4 ] |
| 2014 | Richmond     | Canadá         | 9 a 12 de abril de 2014         | [ 5 ] |
| 2016 | Everett      | Estados Unidos | 8 a 10 de abril de 2016         |       |
| 2018 | Medellín     | Colômbia       | 27 a 29 de abril de 2018        |       |
| 2020 | Tauranga     | Nova Zelândia  | 17 a 19 de abril de 2020        | [ 6 ] |
| 2024 | Cáli         | Colômbia       | 21 a 28 de abril de 2024        | [ 7 ] |